# Mahra
Il Mahra (in arabo المهرة‎?) è una regione situata fra lo Hadramawt e l'Oman che oggigiorno fa parte della Repubblica democratica popolare dello Yemen. Il Mahra trae il nome dai Mahra, una popolazione nomade caratterizzata da una lingua specifica e da tradizioni proprie.

## Storia

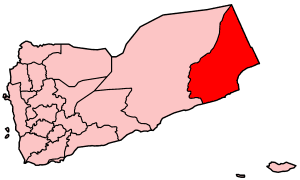
Mappa dello Yemen, comprensivo della regione che un tempo fu l'antico Sultanato del Mahra.

Il Mahra è stato un Sultanato che nel 1866 divenne Protettorato britannico e che in seguito entrò a far parte del Protettorato dell'Arabia Meridionale.
Governato in parte dai Banū ʿAfrār (in arabo بنو عفرار‎?).
Negli anni sessanta del XX secolo, il Mahra rifiutò di aderire alla Federazione dell'Arabia Meridionale e rimase a far parte del Protettorato dell'Arabia Meridionale. Nel 1967, essendo sultano ʿAbd Allāh b. ʿAshūr il Sultanato fu abolito e il Mahra diventò parte dello Yemen del Sud che aveva di recente conseguito la propria indipendenza da Londra. Dal 1990 fa parte della Repubblica democratica popolare dello Yemen. Oggi il Mahra (senza Socotra) è un Governatorato yemenita.
Regione da cui storicamente provenivano i migliori dromedari da corsa tanto che sono già citati nella biografia del profeta Maometto. Questi dromedari da corsa sono detti in lingua araba mahrī, pl. mahārī, da cui deriva il sostantivo italiano mehari e meharista, termine che indicava l'appartenente alle truppe cammellate del Regio Esercito.
Nella regione, oltre alla lingua araba, si parla il Jibbali (in arabo  ﺟﺑﺎﻟﻲ‎?) e il Mahri, un linguaggio moderno sudarabico. 
La regione condivide col confinante Dhofar (in Oman) lingua ed economia agricola, basata ancora sul commercio dell'incenso, oltre a caratteristiche geo-climatiche, che le differenziano dalla natura circostante desertica, grazie alla benefica azione del monsone, chiamato kharif.